# NGC 172
NGC 172 è una vasta galassia a spirale barrata vista di taglio e situata nella costellazione della Balena.

## Descrizione
Ha una classe di luminosità II-III e presenta una larga riga a 21 cm dell'idrogeno neutro. Al suo interno racchiude delle regioni di idrogeno ionizzato.

## Scoperta
NGC 172 è stata scoperta nel 1886 dall'astronomo americano Frank Müller.